# Georgi Blisnakow
Georgi Manuilow Blisnakow (bulgarisch Георги Мануилов Близнаков; * 14. November 1920 in Berkowiza; † April 2004 in Sofia) war ein bulgarischer Chemiker.

## Leben
Nach einem Studium in Sofia spezialisierte Blisnakow sich in Moskau. Ab 1961 war er Direktor und Sektionsleiter am Institut für allgemeine und anorganische Chemie der Bulgarischen Akademie der Wissenschaften. 1976/77 war er Vizepräsident der Akademie.
In seinen wissenschaftlichen Arbeiten befasste er sich mit Problemen der Adsorption, der Epitaxie sowie der physikalischen Chemie. Blisnakow wurde mit dem Dimitroffpreis ausgezeichnet.